# آناهیت ساهینیان
آناهیت آرامی ساهینیان (ارمنی: Անահիտ Արամի Սահինյան؛ زادهٔ ۲۰ ژوئن ۱۹۱۷ - درگذشته ۷ ژانویهٔ ۲۰۱۰) یک نویسنده، و مترجم اهل ارمنستان است.

## زندگی‌نامه
ساهینیان در واردابلور، لوری به دنیا آمد و در ۱۹۳۶ از «دانشکده فلسفه و مدرسه فنی ساختمانی ایروان» و در ۱۹۴۱ از دانشگاه دولتی ایروان فارغ‌التحصیل شده است.
بین سال‌های ۱۹۶۹ تا ۱۹۷۹ میلادی وی ویراستار ماهنامه "Pioneer" (ارمنی: Պիոներ) بود. نخستین اثر با عنوان «Vayelk» در سال ۱۹۴۲ منتشر شد. مهمترین رمان‌های ساهینیان عبارتنداز: «Crossroads» (۱۹۴۶)، «Thirst» (۱۹۵۵)، و «Longing» (۱۹۷۴)
وی همچنین تعداد زیاد کتاب کودکان به زبان ارمنی ترجمه نمود.

## جوایز
- جایزه دولتی اتحاد شوروی